# تي كوري برينان
تي كوري برينان (بالإنجليزية: T. Corey Brennan) هو أستاذ جامعي وموسيقي ومؤرخ وعازف قيثارة أمريكي، ولد في 24 نوفمبر 1959.

## وصلات خارجية
- تي كوري برينان على موقع ميوزك برينز (الإنجليزية)
- تي كوري برينان على موقع ديسكوغز (الإنجليزية)